# Små og store synder
Små og store synder (original engelsk titel: Heartbeat) er en længerevarende britisk politidramaserie, hvor handlingen foregår på og omkring de ansatte på en fiktiv politistation lokaliseret i den fiktive lille engelske Yorkshire-landsby Aidensfield i 1960'erne. Tv-serien er bygget over en bog-serie, "The Constable Series" skrevet af forfatteren Peter Walker under pseudonymet Nicholas Rhea, som Yorkshire Televison købte rettighederne til. Som landsbyen Aidensfield er brugt den lille by Goathland i Yorkshire. Jernbanestationen i Goathland, der lægger lokaliteter til Aidensfield Station, er samme jernbanestation, som anvendes i Harry Potter-filmene.
Serien produceredes af Yorkshire Television i The Leeds Studios til Independent Television (ITV) og viste sig at blive en populær serie i England. Dramaserien havde premiere på engelsk fjernsyn fredag den 10. april 1992 med et seertal på over 12 millioner og havde over 10 millioner seere i de første episoder. I 2001 opnåede serien at komme op på en sjetteplads i listen UK TV ratings med 13,82 millioner seere og var på sjettepladsen igen i 2003 med 12,8 millioner seere. Produktionen nåede op på 300 episoder i efteråret 2006 under serien 16. sæson. Seriens 17. sæson begyndte den 17. november 2007 og fortsatte, efter en pause, den 23. marts 2008. 
Serien sluttede efter 18 sæsoner med episode 372, der blev vist i England søndag den 12. september 2010.
Serien vises på den danske tv-station TV 2 Charlie under navnet Små og store synder.
"Små og store synder" har også en spin-off-serie, The Royal, der på DR1 vises under navnet Landsbyhospitalet.

## Handlingen
Handlingen i de første fire sæsoner fokuserer på den unge politimand Nick Rowan fra London, der, i 1964, vælger at flytte til det nordlige England sammen med sin unge lægehustru, Dr. Kate Rowan, for at tage jobbet som landbetjent på Ashfordly politistation i landsbyen Aidensfield i hjertet af North Yorkshire Moor. Senere er omdrejningspunkterne de andre betjente og deres koner/kærester.

## Persongalleri
Oversigt over en række af de medvirkende i tv-serien:
- Mark Jordon – PC Phil Bellamy (324 afsnit, 1992-2007)
- William Simons – PC Alf Ventress (332 afsnit, 1992-2008)
- Derek Fowlds – Oscar Blaketon (317 afsnit, 1992-2008)
- David Lonsdale – David Stockwell (230 afsnit, 1993-2008)
- Peter Benson – Bernie Scripps (206 afsnit, 1995-2008)
- Bill Maynard – Claude Greengrass (155 afsnit, 1992-2000)
- Jason Durr – PC Mike Bradley (128 afsnit, 1997-2003)
- Nick Berry – PC Nick Rowan (96 afsnit, 1992-1998)
- Niamh Cusack - Dr. Kate Rowan
- Geoffrey Hughes – Vernon Scripps (88 afsnit, 2001-2007)
- Philip Franks – Sgt. Raymond Craddock (80 afsnit, 1998-2002)
- Gwen Taylor – Peggy Armstrong (71 afsnit, 2005-2008)
- Jonathan Kerrigan – PC Rob Walker (73 afsnit, 2004-2007)
- John Duttine – Sgt. George Miller (79 afsnit, 2005-2008) / Paul Melthorn, 1992)
- Josefina Gabriella – Debbie Bellamy (tidl. Black) (10 afsnit, 2005-2006)
- Sophie Ward – Dr. Helen Trent (40 afsnit, 2004-2006)
- Vanessa Hehir – Rosie Cartwright (72 afsnit, 2004-2007)
- Lisa Kay – Carol Cassidy
- Clare Wille – DS Rachel Dawson
- Joe Mc Fadden – PC Joe Mason
- Rupert Ward-Lewis – PC Don Wetherby
- Nikki Sanderson – Dawn Bellamy

### Phillip "Phil" Montgomery Bellamy
Pc Phil Bellamy var en af karaktererne fra seriens begyndelse og 16 år frem og blev portrætteret af den engelske skuespiller Mark Jordon.
Phil Bellamy var politibetjent på den lokale Ashfordly Politistation og havde pubejeren Gina Ward som sin store kærlighed. I tv-serien har de et stormfuldt forhold, hvor de adskillige gange slog op med hinanden for sidenhen at finde sammen igen. I sæson 13 bliver karakteren Gina Ward gravid med Phil Bellamys barn, hvilket resulterer i, at han frier til hende. Da Gina  senere forsøger at standse et slagsmål i sin pub, The Aidensfield Arms, sættes fødslen for tidligt i gang. Hun føder en lille dreng, Daniel, som dog dør kort efter fødslen. Brylluppet bliver efterfølgende aflyst af Gina, men hun og Phil opretholder deres nære venskab.
Phil Bellamy møder senere den enlige mor til tre, Debbie Black, som han kort tid efter gifter sig med. Ægteskabet bliver kort efter opløst, da det afsløres, at Debbies mand ikke er død, men i virkeligheden forlod hende og de i øvrigt stadig er gift. Phil og Gina finder senere sammen igen og bliver forlovet.
Folkene bag "Små og store synder" besluttede at fjerne karakteren Phil Bellamy fra tv-serien ved at lade ham blive skudt, mens han forsøger at beskytte en ung dreng. 
Mark Jordon har fortalt, at det både var trist at skulle forlade serien, men det også er dejligt at kunne komme til at lave andre ting og være mere sammen med sin familie.

### Alfred "Alf" Ventress
Karakteren Alf Ventress (potrætteret af William Simons) har ligeledes været med sin seriens begyndelse. Alf er en sympatisk, venlig, og lidt excentrisk, politibetjent på den lokale Ashfordly Politistation. Han er vellidt blandt de andre betjente og menneskene i lokalområdet. Alf er kendt for sin utrolige hukommelse, sine rygevaner og en forkærlighed for kogte æg. Karakteren blev pensioneret fra politiet, men der blev oprettet en specialstilling til ham på politistationen, hvor han arbejder i civil. Ofte laver han også lidt detektivarbejde med vennen og tidligere politikollega, Oscar Blaketon.
Privat er Alf gift med den ofte omtalte "Mrs Ventress." Hende ser man dog aldrig i virkeligheden. Men i afsnittet "Windows of Opportunity", hvor der er et klip, hvor en gruppe kvinder dyrkede motion, skulle mrs Ventress angiveligt være iblandt dem. Så hun har måske optrådt på skærmen, selvom man ikke kan være sikker på, hvem af kvinderne det skulle være.

### Oscar Blaketon
Er en gammel mand, som næsten aldrig smiler. Han tager politiarbejdet meget seriøst, indtil han går på pension på grund af sit helbred. Han er den første leder af politistationen, Sgt. Blaketon. Efter sin pensionering fra politiet arbejder han på et posthus, inden han slår sig sammen med Gina Ward i pubben The Aidensfield Arms. Han vil altid have fat i Claude Greengrass. Han har været efter ham lige siden serien startede indtil at Claude forsvinder.